# Escudeiros

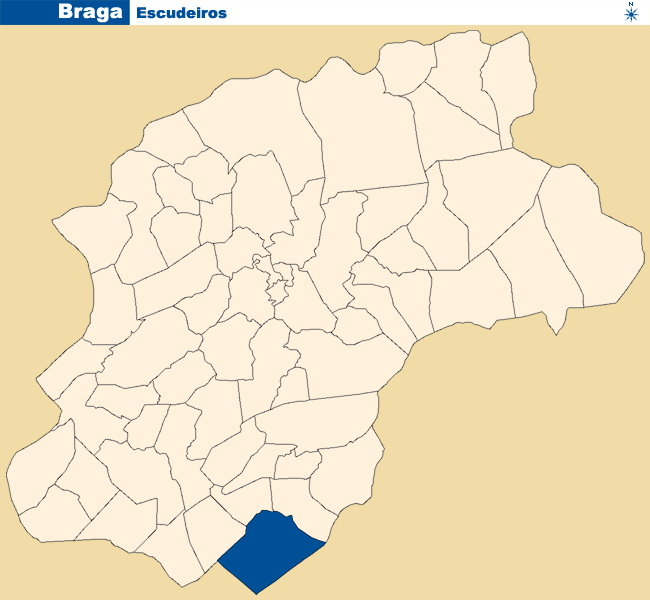

Escudeiros, ou São Pedro de Escudeiros, é uma povoação portuguesa do Município de Braga que foi sede da extinta Freguesia de Escudeiros, freguesia que tinha 4,22 km² de área e 1 115 habitantes (2011), e, por isso, uma densidade populacional de 264,2 hab/km².
A Freguesia de Escudeiros foi extinta em 2013, no âmbito de uma reforma administrativa nacional, tendo sido agregada às freguesias de Santo Estêvão do Penso e São Vicente do Penso, para formar uma nova freguesia denominada União das Freguesias de Escudeiros e Penso (Santo Estêvão e São Vicente) da qual é a sede.

## População
| População da freguesia de Escudeiros (1864 – 2011) | População da freguesia de Escudeiros (1864 – 2011) | População da freguesia de Escudeiros (1864 – 2011) | População da freguesia de Escudeiros (1864 – 2011) | População da freguesia de Escudeiros (1864 – 2011) | População da freguesia de Escudeiros (1864 – 2011) | População da freguesia de Escudeiros (1864 – 2011) | População da freguesia de Escudeiros (1864 – 2011) | População da freguesia de Escudeiros (1864 – 2011) | População da freguesia de Escudeiros (1864 – 2011) | População da freguesia de Escudeiros (1864 – 2011) | População da freguesia de Escudeiros (1864 – 2011) | População da freguesia de Escudeiros (1864 – 2011) | População da freguesia de Escudeiros (1864 – 2011) | População da freguesia de Escudeiros (1864 – 2011) |
| -------------------------------------------------- | -------------------------------------------------- | -------------------------------------------------- | -------------------------------------------------- | -------------------------------------------------- | -------------------------------------------------- | -------------------------------------------------- | -------------------------------------------------- | -------------------------------------------------- | -------------------------------------------------- | -------------------------------------------------- | -------------------------------------------------- | -------------------------------------------------- | -------------------------------------------------- | -------------------------------------------------- |
| 1864                                               | 1878                                               | 1890                                               | 1900                                               | 1911                                               | 1920                                               | 1930                                               | 1940                                               | 1950                                               | 1960                                               | 1970                                               | 1981                                               | 1991                                               | 2001                                               | 2011                                               |
| 546                                                | 514                                                | 518                                                | 549                                                | 528                                                | 567                                                | 532                                                | 756                                                | 701                                                | 842                                                | 862                                                | 979                                                | 1 052                                              | 1 050                                              | 1 115                                              |

## História
No século XVII foi doada ao arcebispo D. Paio Mendes e no século XVI D. Diogo de Sousa escolheu esta terra para aí possuir uma residência de férias - o Paço de Ançariz, datado no portão de 1662 - em cuja quinta se dedicava à caça.
Esta propriedade foi adquirida pelo arcebispo por troca com propriedades que possuía na cidade de Braga. A pedra de armas desta casa foi mandada esculpir por Manuel da Costa e Vasconcelos, senhor da Quinta das Portas, ao Rechicho, e é ornamentada por três faixas onduladas, mais um meio açor e uma flor-de-lis.
Outra casa importante de Escudeiros é a Casa da Granja, de meados do século XVIII, que em 2020 se encontra à venda. Possui um brasão muito bonito, ornado com uma serpente, uma cruz florenciada, cinco estrelas de oito pontas e a serpe das armas. Esta pedra de armas foi mandada fazer por Constantino Bravo Pereira do Lago, sargento-mor de infantaria que serviu no Brasil, de onde regressou a Portugal muito rico, tendo morrido em 1762 e sido sepultado na Capela da Senhora do Rosário, junto à igreja paroquial.
Constantino Pereira do Lago era filho de Pedro de Carvalhais, abade de Besteiros, mas, de acordo com a "Corografia Portuguesa" do padre Manuel Carvalho, o que ali era mais conhecido era o lugar de Pousada onde "está um castanheiro com uma vide ao pé que dá muitas vezes trinta almudes de vinho e vinte alqueires de castanha". E por falar do Lugar de Pousada, por Escudeiros passavam os peregrinos a caminho de Santiago, com sinais ainda visíveis.
Neste lugar, os peregrinos tinham um alojamento e mais acima, no lugar que hoje se chama do Hospital, existe ainda uma casa que devia ter servido de apoio aos peregrinos necessitados de cuidados médicos ou de enfermagem, hoje habitada pelo senhor Armindo Forte.

## Património
- Capela de Nossa Senhora do Rosário
- Paço de Ançariz